# 進藤繁
進藤 繁（しんどう しげる、1942年 - ）日本の建築家、A&T建築研究所代表取締役。東京生まれ。

## 略歴
1965年に早稲田大学理工学部建築学科を卒業し、大成建設設計部に勤務。1987年に愛知芸術文化センター建築設計競技で最優秀賞受賞し、同年建築設計事務所を設立。同建築は1998年に竣工し、公共建築賞優秀賞、中部建築賞を受賞する。

## 代表作品
- 秀光ゲストハウス／1991年に東京建築賞
- 富士見市民文化会館「キラリ☆ふじみ」
- 高松シンボルタワー・サンポートホール高松
- 三重県総合文化センター／1995年に三重県建築賞、中部建築賞
- 松戸市・森のホール21、松戸市文化会館／1994年千葉県特別建築優秀賞、知事賞
- うるま市民芸術劇場
- 川口1丁目1番第一種市街地再開発事業・再開発ビル「キュポ・ラ」
- 法務省浦安総合センター2期
- 千葉市花の美術館／1996年に千葉市優秀建築賞
- 松本歯科大学30周年記念館
- サンモールインターナショナルスクール・ファインアーツセンター
- 九州警備保障本社ビル
- 湘南台共同ビル
- 再春館製薬所インテリジェントテレマーケティングセンター
- 金冠堂本社ビル
- キンカンゲストハウス
- 八重洲2丁目ビル
- ペアレント・生活支援ライブラリー
- 上尾の家
- 等々力の家
- ケアハウス・ヴィヴァン
- ホテルニューオータニ佐賀 宴会場
- ふれあいの郷あげお
- 諫早観光ホテル道具屋
- SAINTS.25
- ザ・サバービア
- 軽井沢ゲストハウス／軽井沢山荘／軽井沢の家／
- 弥富ヶ丘の家
- 自由が丘の家